# Testeria steidingerae
Testeria steidingerae is een soort in de taxonomische indeling van de Myzozoa, een stam van microscopische parasitaire dieren. Het organisme komt uit het geslacht Testeria en behoort tot de familie Dinoflagellata incertae sedis. Testeria steidingerae werd in 2003 ontdekt door Faust.